# Flathead River
Der Flathead River ist ein rechter Nebenfluss des Clark Fork im US-Bundesstaat Montana.
Er verläuft in den östlichen Rocky Mountains und sein Tal wird zum grenzüberschreitenden Crown of the Continent Ecosystem gezählt.
Der Fluss beginnt am Zusammenfluss zweier seiner Quellflüsse, des North Fork Flathead River und des Middle Fork Flathead River. Unterhalb dieses Zusammenflusses mündet noch als dritter Quellfluss der South Fork Flathead River ein. Der North Fork ist der längste dieser drei Arme und wird manchmal als Teil des eigentlichen Flathead River angesehen.
Der Fluss ist über den Clark Fork, der in den Lake Pend Oreille entwässert, und den Pend Oreille River Teil des Einzugsgebietes des Columbia Rivers.
Teile der drei Flussarme sind als National Wild and Scenic River ausgewiesen.
Sein gesamtes grenzüberschreitendes Einzugsgebiet wurde im Februar 2010 von der Nutzung der Lagerstätten von Energieträgern wie Steinkohle und Erdgas ausgenommen.

## Lauf

### North Fork Flathead River – Flathead River
Der North Fork Flathead River heißt in Kanada Flathead River. Der Fluss hat eine Länge von etwa 164 km, wovon die oberen 74 Kilometer in Kanada liegen. Das Quellgebiet befindet sich im Südosten von British Columbia in der Clark Range, die zu den Rocky Mountains gehört. Er fließt zunächst nach Osten und dann südwärts nach Montana, wo er die Westgrenze des Glacier-Nationalparks bildet.
In Montana fließt der North Fork in südlicher Richtung zwischen der Whitefish Range und den Salish Mountains auf der Westseite und Livingston Range, Lewis Range, Flathead Range und Swan Range auf der Ostseite hindurch. Zuflüsse zum North Fork Flathead River sind unter anderen Kintla Creek, Whale Creek, Bowman Creek, Quartz Creek, Coal Creek, Camas Creek und Big Creek. Er verbindet sich dann mit dem Middle Fork Flathead River zum Flathead River.
In Montana ist der North Fork Flathead River als National Wild and Scenic River ausgewiesen. In British Columbia stand er lange unter keinem Schutz. Dies hat zu einem drei Jahrzehnte dauernden Streit zwischen den Vereinigten Staaten und Kanada geführt. 1988 entschied die International Joint Commission, dass ein geplanter Kohletagebau den Vertrag über die Grenzgewässer aus dem Jahr 1909 verletzen würde.
Die Gewinnung von Rohstoffen und Energie galt weiterhin als Gefährdung für den North Fork, der 2004 von der New York Times als „wildester Fluss in den Continental United States“ bezeichnet wurde. BP verzichtete 2008 auf Pläne, Methan aus den Kohlelagerstätten zu gewinnen, die Cline Mining Corporation plante bis 2010 im Quellgebiet des North Flathead eine Kohlegrube im Tagebau zu eröffnen. Die Pläne wurden im Februar 2010 beendet, als die kanadische Provinz British-Columbia und der US-Bundesstaat Montana beschlossen, das gesamte grenzüberschreitende Einzugsgebiet des Flathead Rivers dauerhaft von der Ausbeutung von Lagerstätten zur Energieerzeugung auszunehmen. Seitdem wurde ein Gesetzentwurf in den Kongress der Vereinigten Staaten eingebracht, um bereits vergebene Öl- und Gas-Lizenzen auf rund 1000 km² aufzuheben. Nachdem dieser im Senat gebremst wurde, haben die Senatoren Max Baucus und Jon Tester, beide Demokraten aus Montana, mit den Öl- und Gas-Unternehmen verhandelt und eine freiwillige Rückgabe von bisher rund 800 km² (Stand November 2010) erreicht.

### Middle Fork Flathead River
Der Middle Fork Flathead River hat eine Länge von etwa 142 km. Er entsteht am Zusammenfluss von Bowl Creek und Strawberry Creek. Das Quellgebiet befindet sich auf der westlichen Seite der kontinentalen Wasserscheide im Flathead County. In ihn münden unter anderem Ole Creek, Nyack Creek und McDonald. Er fließt stetig nach Nordwesten und verbindet sich mit dem North Fork in der Nähe von West Glacier, ab dort führt er den Namen Flathead River ohne Zusatz.
Ein großer Abschnitt des Middle Forks ist als National Wild and Scenic River ausgewiesen. Er entwässert Teile der Bob Marshall Wilderness und der Great Bear Wilderness im Flathead National Forest. Sein unterer Abschnitt grenzt an die Südkante des Glacier National Parks.

### South Fork Flathead River
Der South Fork Flathead River hat eine Länge von etwa 158 km. Er entsteht am Zusammenfluss von Youngs Creek und Danaher Creek. Das Quellgebiet befindet sich im Powell County. Der Fluss folgt einem grob nördlichen und nordwestlichen Kurs und sammelt verschiedene Nebenflüsse ein, zu denen White River, Big Salmon Creek, Little Salmon Creek, Gorge Creek, Spotted Bear Creek und Sullivan Creek gehören. Der größte Teil des oberen South Forks liegt im Bereich der Bob Marshall Wilderness des Flathead National Forest.
Der Hungry Horse Dam staut das Wasser bei Flusskilometer 8,5 am unteren Bereich des South Fork Flathead River zu einem 53 km langen als Hungry Horse Reservoir bekannten Stausee auf. Einige Meilen unterhalb des Dammes entleert sich bei Hungry Horse der südliche Arm in den Hauptkanal des Flathead River.

### Flathead River
Der eigentliche Flathead River, der durch den Zusammenfluss von North Fork und Middle Fork entsteht, fließt in einem im Allgemeinen südwärts gerichteten Lauf. Seine Länge beträgt 212 km. Nachdem einige Kilometer nach dem Zusammenfluss auch der South Fork Flathead River eingemündet ist, passiert der Fluss die Städte Columbia Falls und Kalispell. Ein Nebenfluss in diesem Abschnitt ist der Stillwater River, in den der Whitefish River einmündet.
Einige Kilometer südlich von Kalispell entleert sich der Flathead River in das nördliche Ende des Flathead Lake. In diesen mündet der Swan River, bevor der Flathead River den See an seinem Südende bei Polson wieder verlässt. Unterhalb des Flathead Lake fließt der Flathead River noch 124 km. Zwar ist der See natürlichen Ursprungs, sein Wasserstand und die Abflussmenge wird allerdings durch den Kerr Dam bestimmt, der den Fluss einige Kilometer vom See entfernt aufstaut.
Unterhalb des Dammes durchfließt der Flathead River weiterhin südwärts gerichtet das Flathead-Reservat, zwischen den Salish Mountains im Westen und der Mission Range im Osten hindurch. In diesem Abschnitt münden Little Bitterroot River, Crow Creek, Mission Creek und Jocko River ein und im Umfeld des Flusses liegen zwei kleine National Wildlife Refuges (Wildschutzgebiete) des U.S. Fish and Wildlife Service.
Unterhalb des Jocko River dreht der Flathead River nach Westen. Er durchschneidet die Salish Mountains, um bei Paradise in den Clark Fork zu münden.

## Geschichte
Seit etwa 7.500 Jahren ist das Gebiet bewohnt, wie archäologische Spuren verraten. Letztes bekanntes Volk der nordamerikanischen Indianer, die in diesem Gebiet siedelten und bis heute leben, waren die Flathead, nach denen der Fluss benannt wurde. Die weiße Eroberung begann Ende des 18. Jahrhunderts. Pelzhändler von North West Company und Hudson’s Bay Company kamen zu Beginn des 19. Jahrhunderts in dieses Gebiet. Nördlich des Flathead Lake wurde ein Handelsposten etabliert. Die ersten Siedler trafen in den 1860er Jahren ein und 1880 begann die landwirtschaftliche Bewässerung.

## Hydrographie
Der United States Geological Survey betreibt in Perma in der Nähe der Mündung in den Clark Fork einen Pegel. Im langjährigen Mittel beträgt die durchschnittliche Abflussmenge an diesem Pegel 323 m³/s. Der höchste Wert von 1515 m³/s wurde am 6. Juni 1997 beobachtet, die niedrigste verzeichnete Menge waren 76 m³/s am 29. Mai 1984.